# سنايدر (تكساس)
سنايدر (بالإنجليزية: Snyder)‏ هي مدينة أمريكية تقع في ولاية تكساس.تبلغ مساحة هذه المدينة 22.3 (كم²)،ويبلغ عدد سكانها 10783 نسمة حسب إحصاء سنة 2010 م. تشير إحصاءات سنة 2000م بأن الكثافة السكانية في هذه المدينة تقدر بـ(485.2) نسمة/كم2.

## التركيبة السكانية
حدّد مكتب تعداد الولايات المتحدة بيانات التركيبة السكانية لسنايدر في تعداد الولايات المتحدة. في ما يلي، التركيبة السكانية حسب تعدادي 2000 و2010.

### تعداد عام 2000
بلغ عدد سكان سنايدر 10,783 نسمة بحسب تعداد عام 2000، وبلغ عدد الأسر 4,068 أسرة وعدد العائلات 2,880 عائلة مقيمة في المدينة. في حين سجلت الكثافة السكانية 464.2 نسمة لكل كيلومتر مربع (1,202.3/ميل2). وبلغ عدد الوحدات السكنية 5,013 وحدة بمتوسط كثافة قدره 215.8 لكل كيلومتر مربع (558.9/ميل2).
وتوزع التركيب العرقي للمدينة بنسبة 79% من البيض و4.69% من الأمريكيين الأفارقة و0.57% من الأمريكيين الأصليين و0.25% من الأمريكيين ذوي الأصول الآسيوية و13.68% من الأعراق الأخرى و1.81% من عرقين مختلطين أو أكثر و31.78% من الهسبانيون أو اللاتينيون من أي عرق.
بلغ عدد الأسر 4,068 أسرة كانت نسبة 38.8% منها لديها أطفال تحت سن الثامنة عشر تعيش معهم، وبلغت نسبة الأزواج القاطنين مع بعضهم البعض 55.3% من أصل المجموع الكلي للأسر، ونسبة 11.8% من الأسر كان لديها معيلات من الإناث دون وجود شريك، بينما كانت نسبة 3.7% من الأسر لديها معيلون من الذكور دون وجود شريكة وكانت نسبة 29.2% من غير العائلات. تألفت نسبة 26.5% من أصل جميع الأسر من عدة أفراد يعيشون في نفس المنزل ونسبة 14.2% كانت تتألف من شخص يعيش بمفرده يبلغ من العمر 65 عاماً أو أكثر. وبلغ متوسط حجم الأسرة المعيشية 2.56، أما متوسط حجم العائلات فبلغ 3.10.
بلغ العمر الوسطي للسكان 36.0 عاماً. وكانت نسبة 27.8% من القاطنين تحت سن الثامنة عشر، وكانت نسبة 8.9% بين الثامنة عشر والرابعة والعشرين عاماً، ونسبة 23.7% كانت واقعةً في الفئة العمرية ما بين الخامسة والعشرين والرابعة والأربعين عاماً، ونسبة 20.7% كانت ما بين الخامسة والأربعين والرابعة والستين، ونسبة 15.7% كانت ضمن فئة الخامسة والستين عاماً فما فوق. يوجد لكل 100 أنثى 87.0 ذكر، ويوجد لكل 100 أنثى في الثامنة عشر من عمرها فما فوق 83.4 ذكر.
بلغ متوسط دخل الأسرة في المدينة 31,016 دولارًا، أما متوسط دخل العائلة فبلغ 37,392 دولارًا. وكان متوسط دخل الذكور 30,033 دولارًا مقابل 17,609 دولارًا للإناث. وسجل دخل الفرد الخاص بالمدينة 16,647 دولارًا. وكانت نسبة 13.7% من العائلات ونسبة 17% من السكان تحت خط الفقر، وكان من هؤلاء نسبة 22.9% تحت سن الثامنة عشر ونسبة 10.8% في الخامسة والستين من العمر وما فوق.

### تعداد عام 2010
بلغ عدد سكان سنايدر 11,202 نسمة بحسب تعداد عام 2010، وبلغ عدد الأسر 4,128 أسرة وعدد العائلات 2,834 عائلة مقيمة في المدينة. في حين سجلت الكثافة السكانية 482.2 نسمة لكل كيلومتر مربع (1,248.9/ميل2). وبلغ عدد الوحدات السكنية 4,787 وحدة بمتوسط كثافة قدره 206.1 لكل كيلومتر مربع (533.8/ميل2).
وتوزع التركيب العرقي للمدينة بنسبة 79.05% من البيض و3.82% من الأمريكيين الأفارقة و0.71% من الأمريكيين الأصليين و0.46% من الأمريكيين ذوي الأصول الآسيوية و0.01% من سكان جزر المحيط الهادئ و13.39% من الأعراق الأخرى و2.57% من عرقين مختلطين أو أكثر و41.43% من الهسبانيون أو اللاتينيون من أي عرق.
بلغ عدد الأسر 4,128 أسرة كانت نسبة 37.2% منها لديها أطفال تحت سن الثامنة عشر تعيش معهم، وبلغت نسبة الأزواج القاطنين مع بعضهم البعض 49.9% من أصل المجموع الكلي للأسر، ونسبة 13.3% من الأسر كان لديها معيلات من الإناث دون وجود شريك، بينما كانت نسبة 5.4% من الأسر لديها معيلون من الذكور دون وجود شريكة وكانت نسبة 31.3% من غير العائلات. تألفت نسبة 27.5% من أصل جميع الأسر من عدة أفراد يعيشون في نفس المنزل ونسبة 12.5% كانت تتألف من شخص يعيش بمفرده يبلغ من العمر 65 عاماً أو أكثر. وبلغ متوسط حجم الأسرة المعيشية 2.61، أما متوسط حجم العائلات فبلغ 3.19.
بلغ العمر الوسطي للسكان 33.9 عاماً. وكانت نسبة 28.3% من القاطنين تحت سن الثامنة عشر، وكانت نسبة 10.4% بين الثامنة عشر والرابعة والعشرين عاماً، ونسبة 23.6% كانت واقعةً في الفئة العمرية ما بين الخامسة والعشرين والرابعة والأربعين عاماً، ونسبة 23.2% كانت ما بين الخامسة والأربعين والرابعة والستين، ونسبة 14.4% كانت ضمن فئة الخامسة والستين عاماً فما فوق. وتوزع التركيب الجنسي للسكان بنسبة 49% ذكور و51% إناث.

## المناخ
يظهر الجدول التالي التغييرات المناخية على مدار السنة لسنايدر:
| البيانات المناخية لـسنايدر        | البيانات المناخية لـسنايدر | البيانات المناخية لـسنايدر | البيانات المناخية لـسنايدر | البيانات المناخية لـسنايدر | البيانات المناخية لـسنايدر | البيانات المناخية لـسنايدر | البيانات المناخية لـسنايدر | البيانات المناخية لـسنايدر | البيانات المناخية لـسنايدر | البيانات المناخية لـسنايدر | البيانات المناخية لـسنايدر | البيانات المناخية لـسنايدر | البيانات المناخية لـسنايدر |
| الشهر                             | يناير                      | فبراير                     | مارس                       | أبريل                      | مايو                       | يونيو                      | يوليو                      | أغسطس                      | سبتمبر                     | أكتوبر                     | نوفمبر                     | ديسمبر                     | المعدل السنوي              |
| --------------------------------- | -------------------------- | -------------------------- | -------------------------- | -------------------------- | -------------------------- | -------------------------- | -------------------------- | -------------------------- | -------------------------- | -------------------------- | -------------------------- | -------------------------- | -------------------------- |
| متوسط درجة الحرارة الكبرى °ف (°م) | 55.7 (13.2)                | 59.8 (15.4)                | 68.0 (20.0)                | 77.1 (25.1)                | 85.2 (29.6)                | 90.8 (32.7)                | 94.1 (34.5)                | 93.1 (33.9)                | 86.3 (30.2)                | 76.8 (24.9)                | 66.0 (18.9)                | 56.1 (13.4)                | 75.7 (24.3)                |
| متوسط درجة الحرارة الصغرى °ف (°م) | 28.3 (−2.1)                | 31.9 (−0.1)                | 39.2 (4.0)                 | 47.4 (8.6)                 | 58.3 (14.6)                | 66.3 (19.1)                | 69.6 (20.9)                | 68.7 (20.4)                | 61.3 (16.3)                | 50.5 (10.3)                | 38.2 (3.4)                 | 28.8 (−1.8)                | 49.0 (9.4)                 |
| الهطول إنش (مم)                   | 0.82 (21)                  | 1.20 (30)                  | 1.59 (40)                  | 1.70 (43)                  | 2.87 (73)                  | 3.49 (89)                  | 1.98 (50)                  | 2.18 (55)                  | 2.17 (55)                  | 2.27 (58)                  | 1.14 (29)                  | 0.97 (25)                  | 22.39 (569)                |
| متوسط تساقط الثلوج إنش (سم)       | 0.0 (0.0)                  | 0.4 (1.0)                  | 0.0 (0.0)                  | 0.0 (0.0)                  | 0.0 (0.0)                  | 0.0 (0.0)                  | 0.0 (0.0)                  | 0.0 (0.0)                  | 0.0 (0.0)                  | 0.0 (0.0)                  | 0.5 (1.3)                  | 0.7 (1.8)                  | 1.6 (4.1)                  |
| المصدر: NOAA                      |                            |                            |                            |                            |                            |                            |                            |                            |                            |                            |                            |                            |                            |

## أعلام
- شارلن هولت
- باورز بوث
- ستان غراي
- فرد ولكوت
- بيل أتوود